# Long Mỹ, Giồng Trôm
Long Mỹ là một xã cũ thuộc huyện Giồng Trôm, tỉnh Bến Tre, Việt Nam.
Xã Long Mỹ có diện tích 12,21 km², dân số năm 1999 là 7.642 người, mật độ dân số đạt 626 người/km².